# London River
Pour plus de détails, voir Fiche technique et Distribution.
London River est un film dramatique franco-algérien réalisé par Rachid Bouchareb, sorti en 2009.

## Synopsis
À Londres, au lendemain des attentats de 2005, deux personnes sans nouvelles de leurs enfants vont partir à leur recherche. Il s'agit d'Ousmane, musulman français et de Madame Sommers, habitante des îles Anglo-Normandes et chrétienne. Sortant de leur quotidien, ils vont se lancer dans cette quête commune et, malgré leurs différences, partager l'espoir de les retrouver vivants.

## Fiche technique
- Titre : London River
- Réalisation : Rachid Bouchareb
- Scénario : Rachid Bouchareb, Olivier Lorelle et Zoé Galeron
- Photographie : Jérôme Alméras
- Musique : Armand Amar
- Production : Jean Bréhat et Rachid Bouchareb
- Société de distribution : Tadrart Films
- Pays d'origine :  France -  Algérie
- Langue : français
- Genre : drame
- Durée : 88 minutes

## Distribution
- Sotigui Kouyaté : Ousmane
- Brenda Blethyn : Elisabeth
- Roschdy Zem : Le boucher
- Sami Bouajila : L'Imam

## Distinctions
- Ours d'argent du meilleur acteur, pour Sotigui Kouyaté, au Festival de Berlin 2009